# Marquise (brano musicale)
Marquise è una canzone di Georges Brassens che fa parte del suo album Les Trompettes de la renommée, pubblicato nel 1962.

## Descrizione
Brassens ha composto la musica sul testo originale delle prime tre strofe della poesia Stances à Marquise scritta nel 1658 da Pierre Corneille, alle quali l'umorista Tristan Bernard, più di duecentocinquant'anni dopo, aveva ironicamente aggiunto una quarta strofa di sua invenzione.
La musica è di Georges Brassens. Il testo è dunque composto dalle prime tre quartine delle Stances à Marquise (in tutto sono otto) e dalla quarta beffarda quartina sarcasticamente aggiunta da Tristan Bernard.
Con questa composizione Brassens si riallaccia direttamente all'antica tradizione  medievale della chanson francese.

## Origini letterarie del testo
Quando il grande Pierre Corneille, a 53 anni suonati, s'invaghì dell'attrice e ballerina Marquise-Therèse de Gorle, detta Mademoiselle Du Parc, che faceva parte della troupe teatrale di Molière, e venne da lei respinto, annegò tutto il suo dolore in questo lamento scherzoso e non privo d'asprezza. Marquise è da intendere pertanto come nome proprio, non come titolo nobiliare.

## Testo

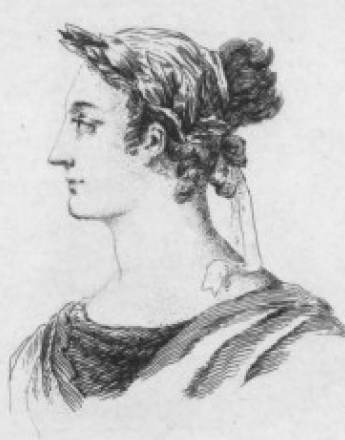
Marquise Thérèse de Gorla, detta Mademoiselle Du Parc in un acquarello del 1858 di Frédéric-Désiré Hillemacher

Marquise, si mon visage
A quelques traits un peu vieux
Souvenez vous qu'à mon âge
Vous ne vaudrez guère mieux.

Le temps aux plus belles choses
Se plaît à faire un affront
Et saura fâner vos roses
Comme il a ridé mon front.

Le même cours des planètes
Règle nos jours et nos nuits.
On m'a vu ce que vous êtes,
Vous serez ce que je suis.

Marquise, se il mio viso
Ha qualche tratto un po' vecchio,
Ricordatevi che alla mia età
Voi non sarete poi tanto meglio.
Il tempo alle più belle cose
Si compiace di fare un affronto
E saprà appassire le vostre rose
Così come ha rigato la mia fronte.
Lo stesso corso dei pianeti
Regola i nostri giorni e le nostre notti.
Mi videro come ora voi siete,
Voi sarete come ora io sono.
Dopo oltre due secoli e mezzo, lo scrittore Tristan Bernard immaginò, in persona della giovane, una risposta irridente al povero Corneille. Ecco la quartina finale di Bernard.
Peut-être que je serai vieille,
Répond Marquise, cependant
J'ai vingt-six ans, mon vieux Corneille,
Et je t'emmerde en attendant.

Può darsi che sarò vecchia
Risponde Marquise, tuttavia 
Ho ventisei anni, mio vecchio Corneille
E nel frattempo rósica.